# Miao

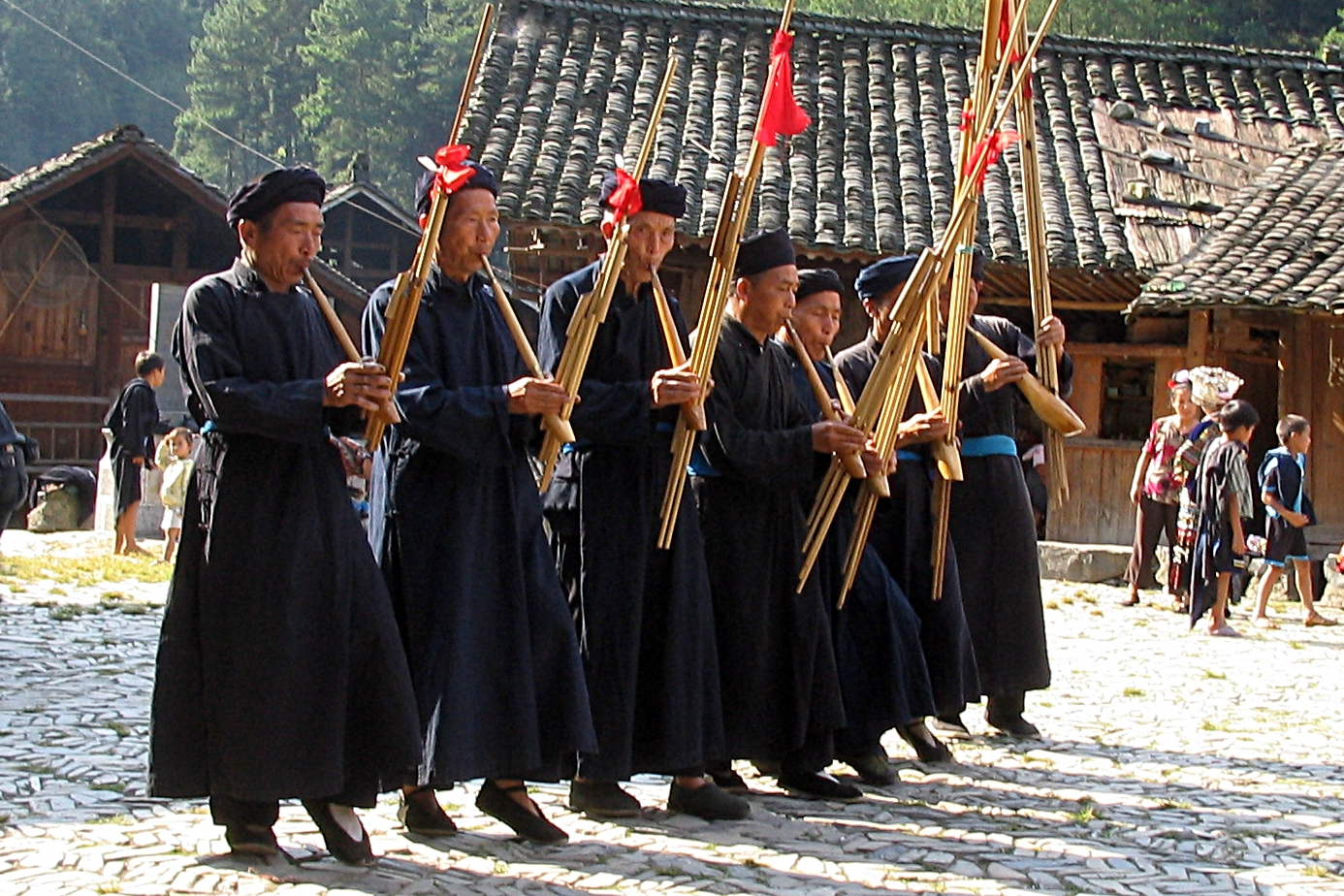
„Schwarze Miao“ im Dorf Langde Shang in der Provinz Guizhou spielen die Mundorgel lusheng zur Begrüßung von Touristen.

Die Miao (chinesisch 苗族, Pinyin Miáozú) sind eine Übergruppierung mehrerer Völker, welche aus den bewaldeten Berggebieten Südchinas stammen und welche vor allem sprachlich miteinander verwandt sind. Die größten Völkergruppen der Miao sind die Hmong, Hmu, Qoxiong und Hmau. In China stellen sie heute eine der 56 staatlich anerkannten Völkergruppen dar. Weltweit zählt das Volk der Miao über 15 Millionen Menschen.

## Geschichte
Über die Geschichte der Miao gibt es seit etwa 2000 Jahren reichhaltige schriftliche Aufzeichnungen in den chinesischen Chroniken und Geschichtsbüchern. Eigene schriftliche Überlieferungen sind erst seit dem 17. Jahrhundert vorhanden, als europäische Missionare ihre Arbeit in China aufnahmen. Die ethnischen Wurzeln der Miao gehen vermutlich 4000 Jahre zurück.
Die Han errichteten bereits vor 3000 Jahren expandierende Agrarstaaten und die Vorfahren der heutigen Miao wurden von der schnell wachsenden Han-Bevölkerung immer weiter nach Süden und in die Berggebiete zurückgedrängt. So wurden sie zu einer ethnischen Minderheit Chinas. Besonders während der Qing-Dynastie (1644–1911) kam es immer wieder zu Aufständen der Miao, die blutig niedergeschlagen wurden. Erst mit Gründung der Volksrepublik China erlangten die Miao eine gleichberechtigte Stellung in der chinesischen Gesellschaft.

## Miao oder Hmong
Je nachdem, auf welches Territorium man sich bezieht, dienen die Namen Hmung, Hmu, Meo, Meau und Hmong als Synonym für Miao. Viele Miao außerhalb Chinas bevorzugen Varianten von Hmong als Eigenbezeichnung. Einige glauben, dass Miao im Chinesischen „Barbaren“ bedeute (vgl. Man). Tatsächlich war Miao vor Gründung der Volksrepublik China eine Sammelbezeichnung für verschiedene Völker Südchinas, unter der auch viele ethnische Gruppen geführt wurden, die sich nicht zu den Miao zählen. Die heutige chinesische Bezeichnung Miaozu, also „Miao-Volk“, wird in China nicht mit den chinesischen Begriffen für „Barbaren“ in Verbindung gebracht, weshalb die Miao in China sich nicht herabgewürdigt fühlen und keine Unzufriedenheit äußern. Nicht in China lebende Miao sehen dies jedoch anders und nennen sich stattdessen Hmong, denn aus ihrer Sicht bedeutet Hmong „freie Menschen“, was ihren Wunsch nach einem Leben in Freiheit zum Ausdruck bringt. Die tatsächliche Bedeutung des Wortes ist allerdings unklar.

## Sprachen
Die Sprachen der Miao gehören zur Sprachgruppe der Miao-Yao-Sprachen. Es gibt mehrere Schriftsprachen. Chinesische Wissenschaftler zählten die Miao-Yao-Sprachen in der Regel zur Sprachfamilie der sinotibetischen Sprachen, dies gilt heute jedoch als widerlegt.
Zur Miao-Nationalität werden auch ethnische Gruppen gezählt, die keine Miao-Sprache sprechen. In Chengbu und Suining (Hunan), in Longsheng und Ziyuan (Guangxi) und in Jinping (Guizhou) gibt es Miao, die Chinesisch sprechen (insgesamt etwa 100.000); in Sanjiang (Guangxi) sind Sprecher der Dong/Gaeml-Sprache Teil der Miao-Nationalität (über 30.000) und in der Inselprovinz Hainan gehören Yao-Sprecher zu den Miao (über 100.000).

## Kultur

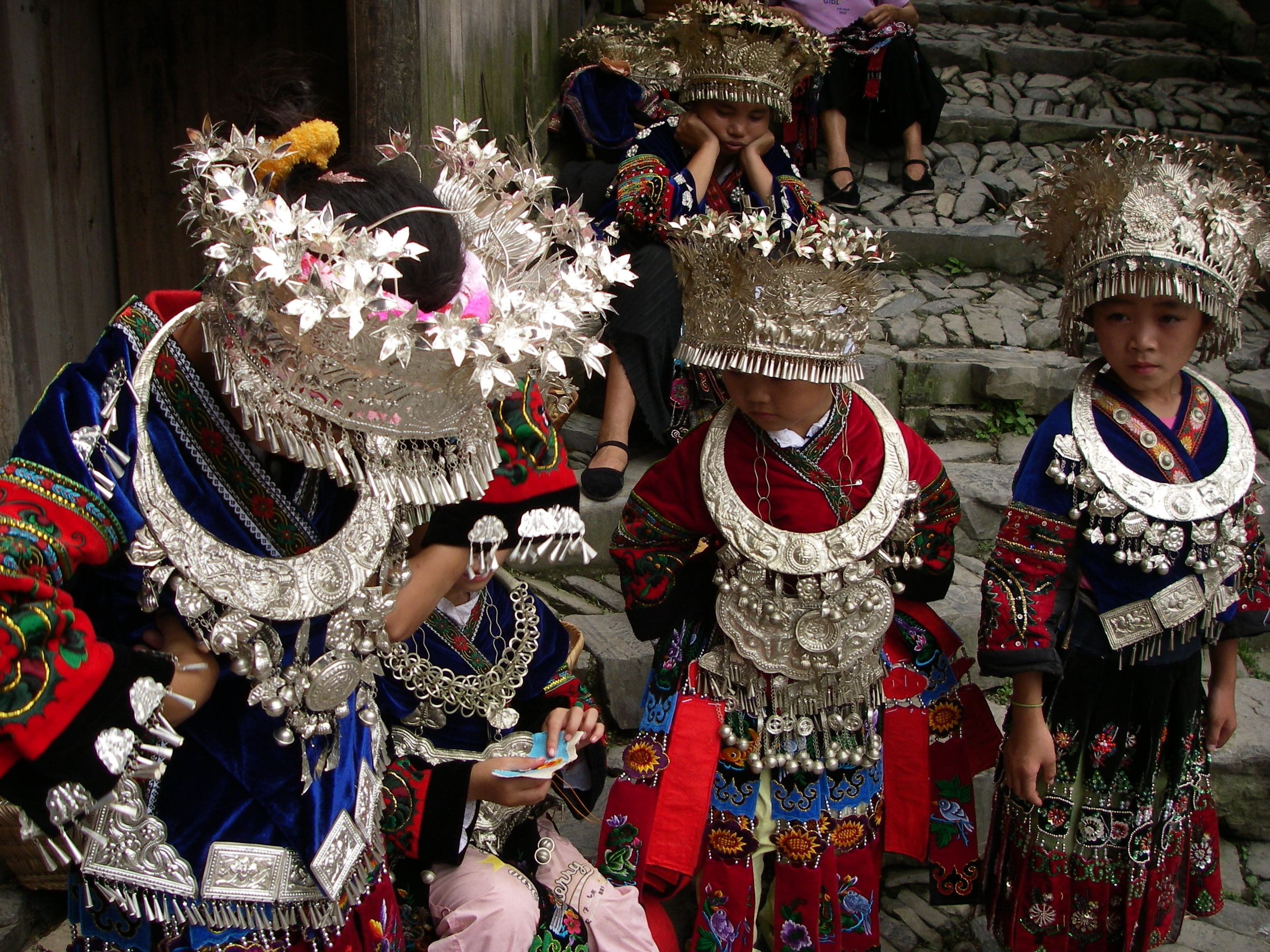
Miao-Mädchen aus Guizhou mit Kopfschmuck

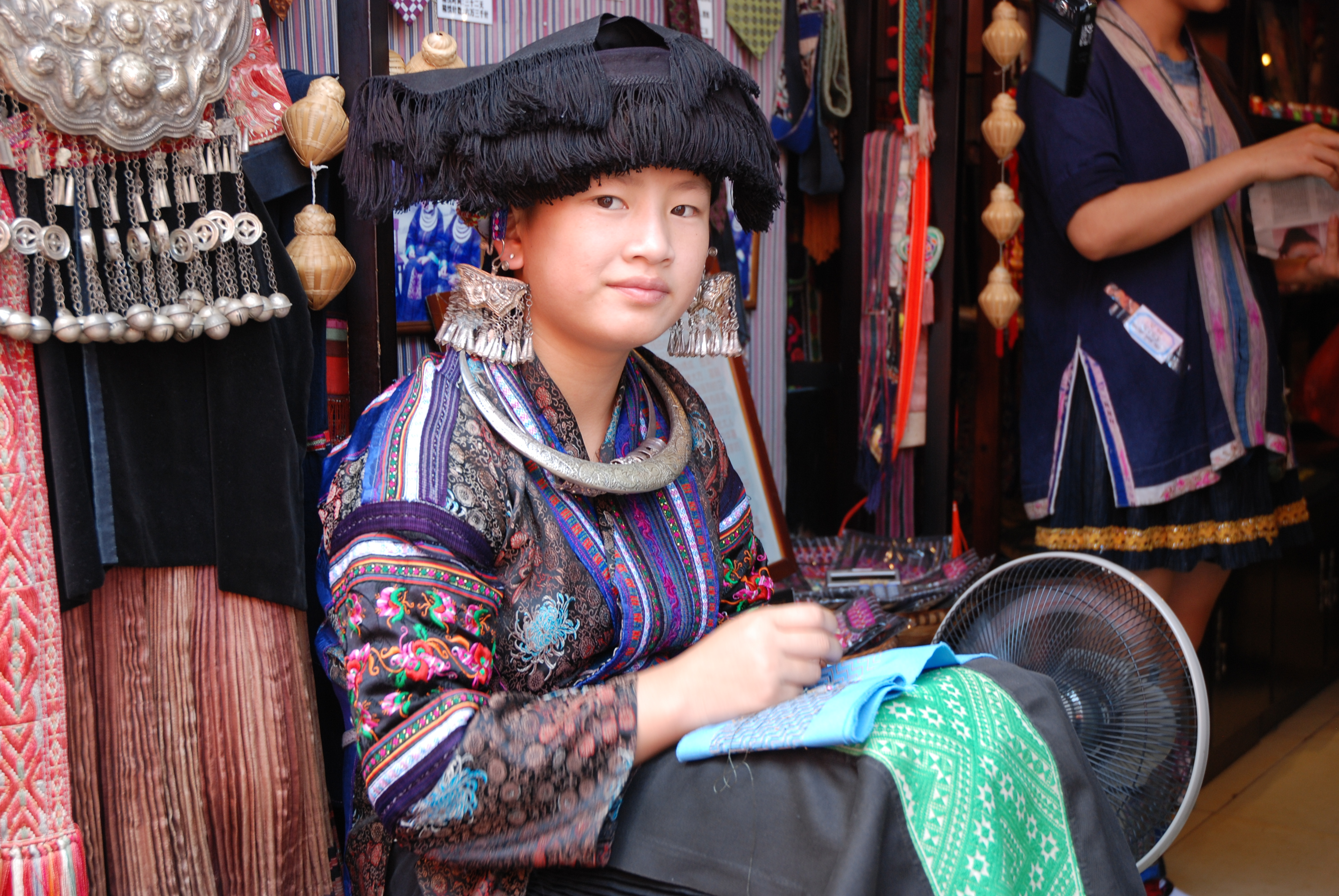
Junge Miao-Frau in Yangshuo

Eine Krefelder Ausstellung zeigte 2015 in Textil gewebte Geschichten der Miao. Die Exponate, hergestellt in alten Textil-Techniken, hatte die Reisende Ien Rappoldt in Guizhou entdeckt. Die verschiedenen Miao-Untergruppen spiegeln sich in einer Vielfalt der Trachten. Die wohl auffälligste Gruppierung ist die der „Langhorn Miao“ in Guizhou und Hunan. Deren Frauen tragen bei traditionellen Anlässen einen gewaltigen Kopfschmuck aus Silber, der Hörner zeigt, welche denen eines Wasserbüffels ähneln; sowie lange Gewänder mit reichen, aus Silber gefertigten Verzierungen. Ein derartiges Kostüm wiegt bis zu 22 Kilogramm. Bisweilen sind Ohrringe so schwer, dass manche ältere Frauen davon deformierte Ohrläppchen haben.

## Religion
Die Miao huldigen verschiedenen Gottheiten und Vorfahren ihres Volkes. Im Laufe der Geschichte wurden theoretische und praktische Elemente des Daoismus hinzugefügt, außerdem wird Wert darauf gelegt, den Gesetzen der Natur zu folgen und sich in Einklang damit zu bringen. Die größte Gottheit wird Saub oder Yawm Saub genannt, er gibt den Schamanen ihre Fähigkeiten. Der Gott Saub darf in Zeiten von Not gerufen werden. 
Die Gottheiten der kosmischen Natur werden Dab genannt, wohingegen Dab Need oder Qhua Neeb schamanische Geister sind, die durch die Welten schweben und mit Schamanen zusammenarbeiten. Bei diesen Geistern wird unterschieden zwischen wilden Geistern und zahmen und freundlichen Hausgeistern. Eine weitere Kategorie von Geistern sind die Xwm Kab, die aus der Welt der Vorfahren stammen, auch sie werden bei schamanischen Ritualen eingesetzt. Ein im Haus befindlicher Altar wird vornehmlich dem Gott Dab Xwm Kab, dem Gott des Glücks, gewidmet. Er wird an der Wand des Wohnzimmers befestigt. Auf dem Altar werden Gaben dargereicht wie Reis, Huhn und Suppe. Am letzten Tag des alten Jahres wird den Vorfahren Reis und ein geopfertes Huhn dargereicht, außerdem wird ein Ritual abgehalten, an dem die Seelen angerufen werden. Die meisten Miao praktizieren heute weiterhin die traditionelle Religion, einige sind zum Buddhismus übergegangen. Viele in Amerika und Australien lebende Miao sind zum Buddhismus oder Christentum übergetreten.

## Verbreitung der Miao

### Provinzebene
Beim Zensus im Jahre 2000 wurden in China 8.940.116 Miao gezählt. Verteilung der Miao-Bevölkerung in China:
| Verwaltungsgebiet        | Anteil 2000 | Anteil 1990               |
| ------------------------ | ----------- | ------------------------- |
| Provinz Guizhou          | 48,1 %      | 49,84 %                   |
| Provinz Hunan            | 21,49 %     | 21,05 %                   |
| Provinz Yunnan           | 11,67 %     | 12,12 %                   |
| Stadt Chongqing          | 05,62 %     | —                         |
| Autonomes Gebiet Guangxi | 05,18 %     | 05,75                     |
| Provinz Hubei            | 02,4 %      | 02,71 %                   |
| Provinz Sichuan          | 01,65 %     | 07,24 % (inkl. Chongqing) |
| Provinz Guangdong        | 01,35 %     | 0?                        |
| Provinz Hainan           | 00,69 %     | 0?                        |
| Rest Chinas              | 01,85 %     | 0?                        |

In der Provinz Guizhou sind 12,2 % (1990: 11,38 %) der Gesamtbevölkerung Miao, in Hunan 3,04 % (2,57 %), in Yunnan 2,46 % (2,43 %), in Chongqing 1,65 % und in Guangxi 1,06 % (1,01 %).

### Kreisebene
Verbreitungsgebiete der Miao Chinas auf Kreisebene (2000)
Hier wurden nur Werte ab 0,25 % berücksichtigt. AG = Autonomes Gebiet; AB = Autonomer Bezirk; AK = Autonomer Kreis.
| übergeordnete Provinzebene | übergeordnete Bezirksebene           | Kreis, Stadt, Stadtbezirk                                 | Anzahl der Miao | % aller Miao Chinas |
| -------------------------- | ------------------------------------ | --------------------------------------------------------- | --------------- | ------------------- |
| Provinz Guizhou            | AB Qiandongnan der Miao und Dong     | Stadt Kaili (凯里市)                                      | 274.238         | 3,07 %              |
| Stadt Chongqing            | keine                                | AK Pengshui der Miao und Tujia (彭水苗族土家族自治县)     | 273.488         | 3,06 %              |
| Provinz Hunan              | Stadt Huaihua                        | AK Mayang der Miao (麻阳苗族自治县)                       | 263.437         | 2,95 %              |
| Provinz Guizhou            | Stadt Tongren                        | AK Songtao der Miao (松桃苗族自治县)                      | 228.718         | 2,56 %              |
| Provinz Hunan              | Stadt Huaihua                        | Kreis Yuanling (沅陵县)                                   | 217.613         | 2,43 %              |
| Provinz Hunan              | AB Xiangxi der Tujia und Miao        | Kreis Huayuan (花垣县)                                    | 192.138         | 2,15 %              |
| Provinz Hunan              | AB Xiangxi der Tujia und Miao        | Kreis Fenghuang (凤凰县)                                  | 185.111         | 2,07 %              |
| Provinz Hunan              | Stadt Shaoyang                       | Kreis Suining (绥宁县)                                    | 184.784         | 2,07 %              |
| AG Guangxi der Zhuang      | Stadt Liuzhou                        | AK Rongshui der Miao (融水苗族自治县)                     | 168.591         | 1,89 %              |
| Provinz Guizhou            | AB Qiandongnan der Miao und Dong     | Kreis Huangping (黄平县)                                  | 161.211         | 1,8 %               |
| Provinz Guizhou            | Stadt Zunyi                          | AK Wuchuan der Gelao und Miao (务川仡佬族苗族自治县)      | 157.350         | 1,76 %              |
| Provinz Hunan              | Stadt Shaoyang                       | AK Chengbu der Miao (城步苗族自治县)                      | 136.943         | 1,53 %              |
| Provinz Guizhou            | AB Qiandongnan der Miao und Dong     | Kreis Taijiang (台江县)                                   | 135.827         | 1,52 %              |
| Provinz Guizhou            | AB Qiandongnan der Miao und Dong     | Kreis Congjiang (从江县)                                  | 129.626         | 1,45 %              |
| Provinz Guizhou            | Stadt Liupanshui                     | Kreis Shuicheng (水城县)                                  | 126.319         | 1,41 %              |
| Provinz Hunan              | Stadt Huaihua                        | AK Jingzhou der Miao und Dong (靖州苗族侗族自治县)        | 114.641         | 1,28 %              |
| Provinz Guizhou            | Stadt Anshun                         | AK Ziyun der Miao und Bouyei (紫云苗族布依族自治县)       | 114.444         | 1,28 %              |
| Provinz Guizhou            | AB Qiandongnan der Miao und Dong     | Kreis Jianhe (剑河县)                                     | 112.950         | 1,26 %              |
| Provinz Hunan              | AB Xiangxi der Tujia und Miao        | Stadt Jishou (吉首市)                                     | 112.856         | 1,26 %              |
| Provinz Guizhou            | Stadt Tongren                        | Kreis Sinan (思南县)                                      | 112.464         | 1,26 %              |
| Provinz Guizhou            | AB Qiandongnan der Miao und Dong     | Kreis Leishan (雷山县)                                    | 110.413         | 1,24 %              |
| Provinz Hunan              | AB Xiangxi der Tujia und Miao        | Kreis Luxi (泸溪县)                                       | 107.301         | 1,2 %               |
| Provinz Guizhou            | AB Qiandongnan der Miao und Dong     | Kreis Tianzhu (天柱县)                                    | 106.387         | 1,19 %              |
| Provinz Guizhou            | AB Qiandongnan der Miao und Dong     | Kreis Danzhai (丹寨县)                                    | 104.934         | 1,17 %              |
| Provinz Guizhou            | AB Qiandongnan der Miao und Dong     | Kreis Rongjiang (榕江县)                                  | 96.503          | 1,08 %              |
| Provinz Guizhou            | AB Qiannan der BouyeiBouyei und Miao | Kreis Huishui (惠水县)                                    | 91.215          | 1,02 %              |
| Provinz Yunnan             | AB Wenshan der Zhuang und Miao       | Kreis Guangnan (广南县)                                   | 88.444          | 0,99 %              |
| Stadt Chongqing            | keine                                | AK Youyang der Tujia und Miao (酉阳土家族苗族自治县)      | 85.182          | 0,95 %              |
| AG Guangxi der Zhuang      | Stadt Bose                           | AK Longlin mehrerer Nationalitäten (隆林各族自治县)       | 84.617          | 0,95 %              |
| Provinz Guizhou            | Stadt Bijie                          | Kreis Zhijin (织金县)                                     | 81.029          | 0,91 %              |
| Provinz Yunnan             | AB Honghe der Hani und Yi            | AK Jinping der Miao, Yao und Dai (金平苗族瑶族傣族自治县) | 80.820          | 0,9 %               |
| Provinz Guizhou            | Stadt Anshun                         | Stadtbezirk Xixiu (西秀区)                                | 79.906          | 0,89 %              |
| Provinz Guizhou            | AB Qiandongnan der Miao und Dong     | Kreis Jinping (锦屏县)                                    | 78.441          | 0,88 %              |
| Provinz Guizhou            | Stadt Zunyi                          | AK Daozhen der Gelao und Miao (道真仡佬族苗族自治县)      | 76.658          | 0,86 %              |
| Provinz Guizhou            | AB Qiandongnan der Miao und Dong     | Kreis Liping (黎平县)                                     | 75.718          | 0,85 %              |
| Provinz Yunnan             | AB Wenshan der Zhuang und Miao       | Kreis Maguan (马关县)                                     | 73.833          | 0,83 %              |
| Provinz Guizhou            | Stadt Bijie                          | Kreis Nayong (纳雍县)                                     | 72.845          | 0,81 %              |
| Provinz Guizhou            | AB Qiannan der Bouyei und Miao       | Stadt Duyun (都匀市)                                      | 71.011          | 0,79 %              |
| Provinz Hubei              | AB Enshi der Tujia und Miao          | Kreis Laifeng (来凤县)                                    | 70.679          | 0,79 %              |
| Provinz Guizhou            | AB Qiandongnan der Miao und Dong     | Kreis Majiang (麻江县)                                    | 68.847          | 0,77 %              |
| Stadt Chongqing            | keine                                | AK Xiushan der Tujia und Miao (秀山土家族苗族自治县)      | 66.895          | 0,75 %              |
| Provinz Guizhou            | AB Qiandongnan der Miao und Dong     | Kreis Shibing (施秉县)                                    | 66.890          | 0,75 %              |
| Provinz Yunnan             | AB Wenshan der Zhuang und Miao       | Kreis Qiubei (丘北县)                                     | 66.826          | 0,75 %              |
| Provinz Guizhou            | Stadt Guiyang                        | Stadtbezirk Huaxi (花溪区)                                | 62.827          | 0,7 %               |
| Provinz Hunan              | AB Xiangxi der Tujia und Miao        | Kreis Longshan (龙山县)                                   | 61.709          | 0,69 %              |
| Provinz Guizhou            | Stadt Bijie                          | Kreis Qianxi (黔西县)                                     | 60.409          | 0,68 %              |
| Provinz Yunnan             | AB Honghe der Hani und Yi            | AK Pingbian der Miao (屏边苗族自治县)                     | 60.312          | 0,67 %              |
| Provinz Guizhou            | Stadt Bijie                          | AK Weining der Yi, Hui und Miao (威宁彝族回族苗族自治县)  | 60.157          | 0,67 %              |
| Stadt Chongqing            | keine                                | Stadtbezirk Qianjiang (黔江区)                            | 59.705          | 0,67 %              |
| Provinz Hunan              | AB Xiangxi der Tujia und Miao        | Kreis Baojing (保靖县)                                    | 57.468          | 0,64 %              |
| Provinz Yunnan             | AB Wenshan der Zhuang und Miao       | Kreis Wenshan (文山县)                                    | 57.303          | 0,64 %              |
| Provinz Hunan              | AB Xiangxi der Tujia und Miao        | Kreis Guzhang (古丈县)                                    | 54.554          | 0,61 %              |
| Provinz Hubei              | AB Enshi der Tujia und Miao          | Stadt Lichuan (利川市)                                    | 53.590          | 0,6 %               |
| Provinz Guizhou            | AB Qianxinan der Bouyei und Miao     | Kreis Qinglong (晴隆县)                                   | 53.205          | 0,6 %               |
| AG Guangxi der Zhuang      | Stadt Liuzhou                        | AK Sanjiang der Dong (三江侗族自治县)                     | 53.076          | 0,59 %              |
| Provinz Guizhou            | Stadt Bijie                          | Kreis Dafang (大方县)                                     | 52.547          | 0,59 %              |
| Provinz Yunnan             | AB Wenshan der Zhuang und Miao       | Kreis Yanshan (砚山县)                                    | 51.624          | 0,58 %              |
| Provinz Guizhou            | Stadt Liupanshui                     | Sondergebiet Liuzhi (六枝特区)                            | 50.833          | 0,57 %              |
| Provinz Guizhou            | AB Qiannan der Bouyei und Miao       | Kreis Changshun (长顺县)                                  | 48.902          | 0,55 %              |
| Provinz Guizhou            | AB Qiannan der Bouyei und Miao       | Stadt Fuquan (福泉市)                                     | 48.731          | 0,55 %              |
| Provinz Yunnan             | AB Honghe der Hani und Yi            | Kreis Mengzi (蒙自县)                                     | 48.132          | 0,54 %              |
| Provinz Guizhou            | Stadt Tongren                        | Stadtbezirk Bijiang (碧江区)                              | 47.080          | 0,53 %              |
| Provinz Yunnan             | AB Wenshan der Zhuang und Miao       | Kreis Malipo (麻栗坡县)                                   | 45.655          | 0,51 %              |
| Provinz Yunnan             | Stadt Zhaotong                       | Kreis Yiliang (彝良县)                                    | 44.736          | 0,5 %               |
| Provinz Guizhou            | Stadt Anshun                         | Kreis Pingba (平坝县)                                     | 44.107          | 0,49 %              |
| Provinz Guizhou            | AB Qiannan der Bouyei und Miao       | AK Sandu der Sui (三都水族自治县)                         | 43.464          | 0,49 %              |
| Provinz Guizhou            | AB Qiannan der Bouyei und Miao       | Kreis Guiding (贵定县)                                    | 42.450          | 0,47 %              |
| Provinz Guizhou            | Stadt Tongren                        | AK Yinjiang der Tujia und Miao (印江土家族苗族自治县)     | 42.431          | 0,47 %              |
| Provinz Guizhou            | AB Qiannan der Bouyei und Miao       | Kreis Longli (龙里县)                                     | 40.096          | 0,45 %              |
| Provinz Guizhou            | Stadt Guiyang                        | Stadt Qingzhen (清镇市)                                   | 39.845          | 0,45 %              |
| Provinz Guizhou            | AB Qianxinan der Bouyei und Miao     | Kreis Wangmo (望谟县)                                     | 39.491          | 0,44 %              |
| Provinz Guizhou            | Stadt Bijie                          | Stadtbezirk Qixingguan (七星关区)                         | 38.508          | 0,43 %              |
| Provinz Hunan              | AB Xiangxi der Tujia und Miao        | Kreis Yongshun (永顺县)                                   | 37.676          | 0,42 %              |
| Provinz Guizhou            | Stadt Bijie                          | Kreis Hezhang (赫章县)                                    | 37.128          | 0,42 %              |
| Provinz Yunnan             | Stadt Zhaotong                       | Kreis Weixin (威信县)                                     | 36.293          | 0,41 %              |
| Provinz Guizhou            | AB Qiandongnan der Miao und Dong     | Kreis Sansui (三穗县)                                     | 35.745          | 0,4 %               |
| Provinz Guizhou            | AB Qiannan der Bouyei und Miao       | Kreis Luodian (罗甸县)                                    | 35.463          | 0,4 %               |
| Provinz Guizhou            | Stadt Anshun                         | AK Zhenning der Bouyei und Miao (镇宁布依族苗族自治县)    | 34.379          | 0,38 %              |
| Provinz Hubei              | AB Enshi der Tujia und Miao          | Kreis Xuan’en (宣恩县)                                    | 34.354          | 0,38 %              |
| Provinz Hunan              | Stadt Huaihua                        | Kreis Huitong (会同县)                                    | 33.977          | 0,38 %              |
| Provinz Guizhou            | AB Qianxinan der Bouyei und Miao     | Kreis Anlong (安龙县)                                     | 32.926          | 0,37 %              |
| Provinz Guizhou            | Stadt Bijie                          | Kreis Jinsha (金沙县)                                     | 31.884          | 0,36 %              |
| Provinz Sichuan            | Stadt Luzhou                         | Kreis Xuyong (叙永县)                                     | 30.362          | 0,34 %              |
| Provinz Guizhou            | Stadt Anshun                         | Kreis Puding (普定县)                                     | 30.254          | 0,34 %              |
| Provinz Sichuan            | Stadt Yibin                          | Kreis Xingwen (兴文县)                                    | 30.020          | 0,34 %              |
| Provinz Guizhou            | Stadt Anshun                         | AK Guanling der Bouyei und Miao (关岭布依族苗族自治县)    | 29.746          | 0,33 %              |
| AG Guangxi der Zhuang      | Stadt Bose                           | Kreis Xilin (西林县)                                      | 28.967          | 0,32 %              |
| AG Guangxi der Zhuang      | Stadt Guilin                         | Kreis Ziyuan (资源县)                                     | 27.827          | 0,31 %              |
| Provinz Hubei              | AB Enshi der Tujia und Miao          | Kreis Xianfeng (咸丰县)                                   | 27.668          | 0,31 %              |
| Provinz Guizhou            | Stadt Guiyang                        | Stadtbezirk Nanming (南明区)                              | 27.460          | 0,31 %              |
| Provinz Yunnan             | Stadt Zhaotong                       | Kreis Zhenxiong (镇雄县)                                  | 26.963          | 0,3 %               |
| Provinz Yunnan             | AB Wenshan der Zhuang und Miao       | Kreis Funing (富宁县)                                     | 26.396          | 0,3 %               |
| Provinz Guangdong          | Stadt Dongguan                       | Stadtbezirk (市辖区)                                      | 26.241          | 0,29 %              |
| Provinz Guizhou            | Stadt Tongren                        | Kreis Jiangkou (江口县)                                   | 25.588          | 0,29 %              |
| Provinz Guizhou            | Stadt Liupanshui                     | Kreis Pan (盘县)                                          | 25.428          | 0,28 %              |
| AG Guangxi der Zhuang      | Stadt Guilin                         | AK Longsheng mehrerer Nationalitäten (龙胜各族自治县)     | 24.841          | 0,28 %              |
| Provinz Guizhou            | AB Qianxinan der Bouyei und Miao     | Kreis Xingren (兴仁县)                                    | 24.130          | 0,27 %              |
| Provinz Hunan              | Stadt Huaihua                        | AK Zhijiang der Dong (芷江侗族自治县)                     | 23.698          | 0,27 %              |
| Provinz Yunnan             | AB Honghe der Hani und Yi            | Stadt Kaiyuan (开远市)                                    | 23.504          | 0,26 %              |
| Provinz Guizhou            | AB Qianxinan der Bouyei und Miao     | Kreis Zhenfeng (贞丰县)                                   | 23.054          | 0,26 %              |
| Provinz Guizhou            | AB Qiannan der Bouyei und Miao       | Kreis Pingtang (平塘县)                                   | 22.980          | 0,26 %              |
| Provinz Guizhou            | AB Qiandongnan der Miao und Dong     | Kreis Zhenyuan (镇远县)                                   | 22.883          | 0,26 %              |
| Provinz Guizhou            | AB Qianxinan der Bouyei und Miao     | Kreis Pu’an (普安县)                                      | 22.683          | 0,25 %              |
| Provinz Guizhou            | Stadt Guiyang                        | Stadtbezirk Wudang (乌当区)                               | 22.468          | 0,25 %              |
| Rest Chinas                |                                      |                                                           | 1.246.040       | 13,94 %             |